# 1770-ті

## Події
- 1770—1771 — епідемія чуми. У Києві померло 6000 з 20 тисяч містян.
- 1775 — початок війни за незалежність в США, що закінчилась в 1783 році
- 1775 — ліквідація Запорозької Січі Катериною II в Україні.